# سابينا شبيلرين
سابينا سبييلراين (بالروسية: Шпильрейн, Сабина Николаевна)‏ (و. 1885 – 1942 م) هي نفسانية، وطبيبة، وطبيبة نفسية، وكاتِبة، من الإمبراطورية الروسية، ولدت في روستوف-نا-دونو، توفيت في روستوف-نا-دونو، عن عمر يناهز 57 عاماً.
كانت شبيلرين رائدة في مجال التحليل النفسي وهي من أوائل ممن يعود إليهم الفضل في إدخال مفهوم حافز الموت. وكانت أحد أولى المحللين النفسيين ممن أجروا دراسة حالة على الفصام، ونشروا أطروحة حول الموضوع في دورية متخصصة بالتحليل النفسي. ازداد الاعتراف بشبيلرين كإحدى المفكرين الهامين والخلاقين ممن همشهم التاريخ بسبب نهجها الانتقائي غير المألوف ورفضها الانضمام لطرف أو آخر ومقاربتها النسوية لعلم النفس ومقتلها في الهولوكوست.

## السيرة الشخصية

### علاقتها مع كارل يونغ
واصلت شبيلرين مساعدة يونغ في المخبر خلال فترة دراستها في الكلية الطبية كما كانت تفعل حين كانت أحد مرضاه المقيمين في المشفى. كذلك حضرت جولاته في العنابر واجتمعت معه في سياق اجتماعي. استمرت المشاعر الجياشة التي طورتها شبيلرين تجاه يونغ حين كانت مريضة عنده في المشفى خلال سنواتها الثلاث الأولى في الكلية الطبية، وطورت نزوة حول إنجابها لطفل منه يدعى سايغفريد. لم تتلقى بعدها أي علاج إضافي منه، وذلك رغم محاولاته غير الرسمية لتحليل أمنيتها في أن تحمل بطفلٍ منه بدايةً من أواخر عام 1907 تقريبًا. بدأ شبيلرين ويونغ الانخراط في لقاءات زاد طابعها الحميمي مع دخولها السنة الرابعة في الكلية الطبية خلال صيف عام 1908، والتي وصفتها في يومياتها بـ«الشِعر». تختلف الآراء حيال حقيقة دخول الاثنين في جماع جنسي من عدمه. راجع جون لاونر الدليل على ذلك من يومياتها ورسائلهما في سيرته الشخصية عن حياة شبيلرين بعنوان «الجنس ضد البقاء على قيد الحياة: حياة وأفكار سابينا شبيلرين» الصادر عام 2015. وتوصل إلى انخراط الاثنين بعلاقة جسدية شبقية توافقية، بيد أنها لم تبلغ حد الإيلاج الجنسي. ويدعم هذا ما ذكرته شبيلرين في رسالة بعثتها إلى أمها تقول فيها: «بقينا حتى الآن في مرحلة الشِعر غير الفادح.» أوجز لانس أوينز الدليل الذي يوثق الأمر بصورة أوسع في دراسة نشرها عام 2015 تحت عنوان «يونغ واقعًا في الحب: لغز الكتاب الجديد». يعرض المحلل النفسي الفرويدي والباحث المختص في تاريخ التحليل النفسي زفي لوثين أقوى دليل مدعم بالأدلة حيال عدم ممارسة الاثنين للجماع في علاقتهم الجنسية. يلخص لوثين استنتاجاته قائلًا:
«يميل الناس إلى تصديق ما تمليه عليهم مشاعرهم وتوقعاتهم وانتقالاتهم... ما يجدر على أحكامنا حقًا توجيهه هو ما لم يحاول بطلا القصة تأكيده بأنفسهم بتاتًا ألا وهو عدم ممارستهما للجنس. وفي التحليل النهائي لمسألة تصديقنا لشهادتهما أم لا. أنا تخيرت تصديقهما، وليس بدافع التزمت بل لأن نظرة الناس للعلاقات الجنسية ما قبل الزواج في تلك الأيام ولا سيما بالنسبة لما ينطبق على شبيلرين، كانت مختلفة عن نظرتنا لها في يومنا هذا، وكذلك من الأسباب الكامنة وراء الأمر هو أن الرغبة الجنسية التي خلت من الجماع كانت تعد مثيرةً للمشاعر وأكثر رومانسية من الجنس الشامل للجماع. ومع ذلك فإن الحكايات الجنسية المغلوطة لا تندثر بسهولة إذ أنها تقدم موادًا باهرة لعدد من الإنتاجات المسرحية والكثير من المقالات في الصحافة الشعبية والدوريات المهنية.»
بادر يونغ إلى مراسلة فرويد بخصوص علاقته مع شبيلرين خلال الأشهر اللاحقة، وفي هذه الرسائل اتهمها في بادئ الأمر بمحاولة إغرائه دون نجاح يذكر، وبعدها اعترف بدخوله في علاقة رومانسية معها. بعث يونغ مجموعة من الرسائل إلى والدة شبيلرين كتب في إحداها: «لا يمكن لأحد أن يمنع صديقين من فعل ما يحلو لهم... والأرجح هو دخول شيء جديد في العلاقة». كذلك بادرت شبيلرين إلى مراسلة فرويد موضحةً بأن علاقتهما اتسمت على مدى بضعة أشهر بطابعٍ جسدي بطريقة أو بأخرى، ودخل فيها ما عاودت شبيلرين تسميته بـ«الشِعر»: «حصل في النهاية ما لا يمكن تلافيه... وبلغ حدودًا لم يعد بمقدوره بعدها تحمله وأراد ممارسة الشِعر. لم أستطع ولم أرد المقاومة للعديد من الأسباب». هددت إيفا شبيلرين بتبليغ يوجين بليولر عنه وقدمت إلى زيورخ حتى تقوم بذلك، ولكنها عدلت عن قرارها في النهاية. وفي الأثناء قدّم يونغ استقالته من منصبه الطبي في مشفى زيورخ الجامعي للطب النفسي، ومع ذلك واصل مزاولة عمله المخبري وتدريسه في الجامعة. يمر سردٌ في كتاب لاونر والمأخوذ عن إحدى الوثائق على ذكر هذه الأحداث، ومن ضمنها المراسلة ثلاثية الأطراف ما بين شبيلرين ويونغ وفرويد.

واصل شبيلرين ويونغ علاقتهما في صيف عام 1909، وذلك بعد فترة انقطاع دامت عدة أشهر نظرًا للجدل السالف ذكره. واستمر الاثنين في رؤية بعضهما على انفراد حتى الأشهر الأخيرة من سنة 1910. غادرت شبيلرين زيورخ بصورة دائمة في شهر يناير من عام 1911 تقريبًا. عاودت شبيلرين الإمعان في تخيلاتها حول حملها بابن يونغ، وذلك تبعًا لما ورد في إدخال ضمن يومياتها الخاصة يعود إلى يوم 11 سبتمبر عام 1910 أي قبل أربعة أشهر من تركها ليونغ ورحيلها عن زيورخ وتخرجها من الكلية الطبية. كانت سابينا في الواقع مدركة تمامًا لاستحالة إنجابها لابن من يونغ، وكيف كان من شأن ذلك إفساد فرصها في إيجاد حب آخر، فضلًا عن تسببه بتدمير طموحاتها العلمية والمهنية:
«لن يقبلني أي مكان وأنا بصحبة طفل صغير. وهذا سيكون أفضل احتمال ممكن؛ فماذا لو لم أحمل حتى؟ حينها علاقتنا الحميمة ستتسبب في تدمير صداقتنا الخالصة، وصداقتنا هي أمر يعز علي بشدة.»
يرجّح هذا الإدخال الشخصي العائد لأواخر عام 1910، والمأخوذ من يوميات شبيلرين حقيقة إدراكها بأنه حتى لو وصل الأمر بينهما إلى حد ممارستهما لعلاقة جنسية فإنها قد لا تحمل منه. وفي حال أقدمت على تلك الخطوة فإن «علاقتنا الحميمة ستتسبب في تدمير صداقتنا الخالصة...» على حد قولها، وهو ما كتبته قبل فترة وجيزة من رحيلها عن زيورخ. وتدلل كلماتها هذه على ما يبدو بأن «الشِعر» الجسدي الذي مارسه يونغ وشبيلرين لم يرقى إلى حد الجماع الجنسي، وذلك بصرف النظر عن طبيعته.
رأى بعض المعلقين في تصرف يونغ تجاوزًا للحدود المهنية، في حين اعتبره آخرون عاقبة غير مقصودة أمكن العفو عنها في سياق التجريب المبكر في أساليب التحليل النفسي. علق المؤرخ والمحلل النفسي الفرويدي برونو بيتلهايم على علاج شبيلرين ونتيجته التي يبدو أنها عادت بالفائدة عليها مشيرًا إلى: «بغض النظر عن المدى الذي كان فيه سلوك يونغ موضع شك من وجهة نظر أخلاقية... فإنه بطريقة أو بأخرى حقق الالتزام الأساسي للمعالج تجاه مريضته ألا وهو شفاؤها». وبالمقابل يرى بيتر لوفينبرغ (وغيره آخرون) بأن ما حصل كان خرقًا للأخلاقيات المهنية «وعرّض منصبه في مشفى زيورخ للخطر، وأدى إلى تخاصمه مع بليولر وتركه لجامعة زيورخ».